# 中設楽
中設楽（なかしたら）は、愛知県北設楽郡東栄町の大字である。87の小字が設置されているが丁目は設定されていない。

## 地理
東栄町の中部から南西部にかけて位置する。町、北端に古戸山が聳え振草、足込との境界になっている。

### 山岳
- 古戸山
- 大坂山

### 河川
- 大千瀬川
  - 柿野川
    - 尾籠川

  - 御殿川

### 小字
| - 字朝井沢（あさいさわ） - 字安原久曽（あばらくそ） - 字井戸久保（いどくぼ） - 字今損（いまそん） - 字今立（いまだち） - 字上平（うえたいら） - 字上ノ平（うえのたいら） - 字宇山（うやま） - 字大貝津（おおがいつ） - 字大久保（おおくぼ） - 字大川内（おおこうち） - 字大野地（おおのじ） - 字大山（おおやま） - 字岡森（おかもり） - 字ヲコシ（おこし） - 字小野平（おのだいら） - 字小畑（おばた） - 字ヲロウ地（おろうじ） - 字加賀野山（かがのやま） - 字柿平（かきだいら） - 字柿野地（かきのじ） - 字上加賀野（かみかがの） - 字上柿野（かみかぎの） - 字上富田（かみとみだ） - 字萱元（かやもと） - 字川下（かわしも） - 字川端（かわばた） - 字カンシウ（かんしう） - 字北城市（きたしろいち） | - 字桐久保（きりくぼ） - 字崩（くずれ） - 字黒畑（くろはた） - 字小柿平（こがきだいら） - 字越貝津（こしがいつ） - 字小路野（ころの） - 字桜平（さくらだいら） - 字沢戸（さわど） - 字シダ（しだ） - 字島（しま） - 字下貝津（しもがいつ） - 字下加賀野（しもかがの） - 字下柿野（しもかぎの） - 字下道平（しもどうだいら） - 字下富田（しもとんだ） - 字下野（しもの） - 字城山（しろやま） - 字李（すもも） - 字先林（せんばやし） - 字外貝津（そとがいつ） - 字外富田（そととんだ） - 字空（そら） - 字損沢（そんざわ） - 字平（たいら） - 字滝沢（たきさわ） - 字滝端（たきばた） - 字手綱（たづな） - 字棚沢（たなさわ） - 字伝法（でんぼう） | - 字トチウ（とちう） - 字中貝津（なかがいつ） - 字中沢（なかざわ） - 字中道平（なかどうだいら） - 字長畑（ながはた） - 字勿山（なかれやま） - 字西貝津（にしがいつ） - 字西向（にしむかい） - 字軒山（のきやま） - 字除（のぞき） - 字ハタモリ沢（はたもりさわ） - 字日影（ひかげ） - 字日向（ひむき） - 字甫木端（ほきばた） - 字甫木（ほき） - 字ホトケドチ（ほとけどち） - 字前山（まえやま） - 字牧キ（まき） - 字正広（まさひろ） - 字松久保（まつくぼ） - 字的場（まとば） - 字丸滝（まるたき） - 字丸山（まるやま） - 字水タレ（みずたれ） - 字南城市（みなみしろいち） - 字峯山（みねやま） - 字向嶋（むかいじま） - 字山田（やまだ） - 字和田下（わだした） |

## 歴史
北設楽郡中設楽村を前身とする。
1889年10月1日に月、中設楽が合併し御殿村が発足する。同日、中設楽村廃止。
1955年4月1日には本郷町と下川村、御殿村、園村の各村が合併して東栄町となる。

## 世帯数と人口
2015年（平成27年）10月1日現在の世帯数と人口は以下の通りである。
| 大字   | 世帯数  | 人口  |
| ------ | ------- | ----- |
| 中設楽 | 224世帯 | 590人 |

### 人口の変遷
国勢調査による人口の推移
| 1995年（平成7年）  | 863人 | [ 5 ] |  |
| 2000年（平成12年） | 851人 | [ 6 ] |  |
| 2005年（平成17年） | 782人 | [ 7 ] |  |
| 2010年（平成22年） | 663人 | [ 8 ] |  |
| 2015年（平成27年） | 590人 | [ 2 ] |  |

## 施設
- 加賀野集会所
- 千代姫バンガロー村
- 老人憩の家布川荘
- ファミリーマート北設楽東栄町店

## 交通
道路
- 国道151号
  - 別所街道
  - 中設楽トンネル
- 国道473号
  - 戦橋
- 愛知県道431号八橋中設楽線

路線バス
- お出かけ北設
  - 基幹バス[9]
    - 1 - 東栄設楽線
      - 戦橋（本郷） - 加賀野 - 中設楽 - 千代姫荘前 - 三沢（月）
      - 戦橋（本郷） - 柿野口 - 柿野 - 柿野口 - 中設楽

    - 2 - 豊根東栄線
      - 戦橋（本郷） - 加賀野 - 中設楽 - 柿平 - 島口（振草）

## その他

### 日本郵便
- 郵便番号 : 449-0211[3]（集配局：東栄郵便局[10]）。

## 参考資料
- 『角川日本地名大辞典 23 愛知県』、1989年
- 『日本歴史地名大系 23 愛知県の地名』、1981年